# 고질라 10
고질라 10(Destroy All Monsters)은 일본에서 제작된 혼다 이시로 감독의 1968년 영화이다. 쿠보 아키라 등이 주연으로 출연하였고 타나카 토모유키 등이 제작에 참여하였다.

## 출연

### 주연
- 쿠보 아키라
- 코바야시 유키코

### 조연
- 타자키 준
- 츠키야 요시오
- 사하라 켄지
- 쿠로베 스스무
- 이토 히사야
- 타지마 요시후미
- 키리노 나다오
- 앤드류 휴즈
- 쿠사카와 나오야
- 나카지마 하루오
- 사와무라 이키오
- 세키다 유
- 스즈키 카즈오

## 제작진
- 미술: 키타 타케오